# Jean-Pierre Blivet
 (avril 2017).
Si vous disposez d'ouvrages ou d'articles de référence ou si vous connaissez des sites web de qualité traitant du thème abordé ici, merci de compléter l'article en donnant les références utiles à sa vérifiabilité et en les liant à la section « Notes et références ».
Jean-Pierre Blivet, né à Rennes, est un chanteur français d'opéra.

## Biographie
Diplômé du Conservatoire national supérieur de musique et de danse de Paris, il commence sa carrière de soliste à l'âge de vingt-et-un ans au sein d'un quatuor, et chante aux côtés de Tony Poncet, de Gustave Botiaux.
Lors d'une tournée, Jean-Pierre Blivet contracte la tuberculose à l'hôpital par négligence du personnel, ce qui le rendra fragile pour plus de vingt ans et handicapera lourdement sa carrière. À la suite de sa maladie, il se consacre à l'enseignement du chant. Il s'inspire des grands maîtres italiens tels que Lamperti, Lina Possenti-Boralevi.
Il a été le professeur de nombreux chanteurs de renommée internationale dont notamment Natalie Dessay , Laurent Naouri , Isabelle Kabatu ,, Karen Vourc'h, Jorge Chaminé, Patrice Berger .
Il a été directeur de conservatoires, de centres culturels, professeur permanent dans de nombreux conservatoires et académies internationales dont l'Académie internationale d'été de Nice (France), le CNIPAL (France), l'Académie internationale supérieure de Biella (Italie) et professeur invité pour les Master Class du conservatoire de Vienne (Autriche) et du Mozarteum de Salzburg.
Il crée en 1999 l'Institut Supérieur International de Chant, Blivet School.. Il crée sa méthode : élaborée et pratiquée depuis longtemps, elle est publiée en 1999 aux Éditions Fayard sous le titre Les Voies du Chant.
En 2007, il intègre l'Académie de la voix à Turin (Italie), comme professeur permanent. Ses élèves totalisent plus de vingt-deux prix internationaux.